# Sound of Bute
Sound of Bute är en bred kanal eller sund som separerar öarna Arran och Bute på västkusten av Skottland. Sundet leder upp till de lägre Firth of Clyde och passerar ön Inchmarnock och delas i Kyles of Bute, Loch Fyne och runt den norra änden av Affan till Kilbrannan Sound.